# Mombasa Sports Club
Le Mombasa Sports Club est un club omnisports de Mombasa au Kenya. Fondé par des Britanniques en 1896, à l'origine uniquement pour la pratique du cricket, il est le plus ancien club sportif du Kenya. On y pratique aujourd'hui toujours le cricket, mais aussi le rugby à XV, le football, le basket-ball, le squash, billard anglais, le tennis, le bowling et le bridge.